# Siri Hustvedt
Siri Hustvedt, född 19 februari 1955 i Northfield, Minnesota, är en amerikansk författare, poet och forskare.

## Uppväxt och utbildning
Hustvedt växte upp i Minnesota med föräldrarna Lloyd Hustvedt och Ester Vegan; båda med rötterna i Norge. Hon tog studentexamen i Bergen, Norge. Hustvedt har en kandidatexamen i historia från St. Olaf College och en doktorsexamen i engelska från Columbia University, New York.
Hon flyttade till New York för att gå på Columbia University som doktorand 1978. Hustvedt levde i fattigdom under sina collegeår. Hon fick ett nödlån från universitetet för att kunna överleva. Hon fortsatte att skriva poesi, var forskningsassistent för poeten Kenneth Koch, professor i engelska i Columbia, och arbetade med ett antal udda jobb: servitris, forskare för en medicinsk historiker, varuhusmodell och konstnärsassistent. 1982 började hon undervisa som forskarstuderande vid Queens College. Hennes första publicerade verk var ett diktverk i The Paris Review 1981.
Siri Hustvedt debuterade 1983 med diktsamlingen Reading to You och fick sitt stora genombrott med romanen What I loved 2003.

## Liv och karriär
Hustvedt mötte sin make, författaren Paul Auster 1981, och de gifte sig följande år. Tillsammans fick de dottern Sophie Auster och var gifta tills Austers död 2024. Hon bor i Brooklyn nära Prospect Park.
Siri Hustvedts första bok Reading to You, som hon publicerade 1983, innehåller ett urval av dikter som hon redan hade skrivit under sina studier. Först efter lång tid, på grund av födelsen av hennes dotter och strukturen i materialet, kom 1992 hennes roman The Blindfold. Hustvedts mest kända romaner är  The Enchantment of Lily Dahl (1997) och What I loved (2003). 
Efter romanen The Sorrows of an American  (2008) publicerades i januari 2010 The Shaking Woman or A History of My Nerves. I den rapporterar hon en skakning som kändes i hennes kropp medan hon höll en föreläsning. Hon började försöka hitta orsaken till skakningen. I boken rapporterar hon om avhandlingarna från neurologi och psykologi, som hon kom över i denna forskning om orsakerna.
Hustvedt publicerar också neurovetenskapliga artiklar och undervisar läkare i New York i narrativ psykologi.
Titeln till sin roman The blazing world (2014) har hon övertagit från Margaret Cavendish, vars roman med samma namn har givit inspiration till det konstnärliga skapande som hennes romanfigur Harriet Burden har beskrivit.
I essän The Delusions of Certainty (2018) går Hustvedt igenom den filosofisk-biologiska frågan om kropp och själ. Påverkad av sina intensiva egenstudier av neurovetenskap konstaterar hon att psykiatrin och neurovetenskapen med sin dualism mellan människans fysiska och andliga liv, en åtskillnad som enligt hennes åsikt inte existerar. Hon kritiserar den starka tendensen att kategorisera naturvetenskapen och kritiserar samtidigt deras brist på tydlighet, till exempel i definitionen av genom. För den franska versionen av essän (Les Mirages de la certitude) erhöll Hustvedt 2019 priset Prix européen de l’essai Charles Veillon. Samma år tillerkändes hon Prinsessan av Asturiens priset
för litteratur.
Hustvedts böcker har översatts till 29 språk.
Hösten 2015 dramatiserades romanen Sommaren utan män på Teater Republique i Köpenhamn i regi av Peter Langdal.
Siri Hustvedt var värd i Sommar i P1 den 15 augusti 2020.

### Poesi
- 1983 – Reading to You

### Prosa
- 1992 – Ögonbindeln, svensk översättning: Ulla Roseen
- 1996 – Lily Dahls förtrollning, svensk översättning: Ulla Roseen
- 2003 – Vad jag älskade, svensk översättning: Ulla Roseen
- 2008 – Sorgesång, svensk översättning: Rose-Marie Nielsen
- 2011 – Sommaren utan män, svensk översättning: Ulla Roseen
- 2014 – Den lysande världen, svensk översättning: Dorothee Sporrong
- 2019 – Minnen av framtiden, svensk översättning: Dorothee Sporrong

### Essäsamlingar
- 1998 – Yonder
- 2005 – Mysteries of the Rectangle: Essays on Painting
- 2010 – Den skakande kvinnan eller En historia om mina nerver, svensk översättning: Ulla Roseen
- 2005 – A Plea for Eros
- 2012 – Living, Thinking, Looking
- 2017 – A Woman Looking at Men Looking at Women